# Jégkorszak – Állati nagy karácsony
A Jégkorszak – Állati nagy karácsony (eredeti címén Ice Age: A Mammoth Christmas) amerikai televíziós 3D-s számítógépes animációs film, amely a Blue Sky Studios és a 20th Century Fox rövidfilmje,  2011-ben mutatták be a tévében. A forgatókönyvet Sam Harper és Mike Reiss írta, Karen Disher rendezte, a zenéjét John Paesano szerezte, a producer Andrea M. Miloro.
Amerikában 2011. november 24-én, Magyarországon pedig december 24-én vetítették le.

## Cselekmény
Jön a karácsony. Manfréd megkeresi a "karácsonykövet", amit Sid is észrevesz. Kisbarack elmondja Sidnek, hogy a kő mutatja meg a Mikulásnak, hol vannak. Sid kételkedik abban, hogy a Mikulás észreveszi, és feltalálja a karácsonyfát, de leejti a csillagot a fa tetejéről, és összetöri vele a karácsonykövet. Manfréd kitalálja, hogy Sid ezzel felkerült Mikulás fekete-listájára, ezért nem lesz karácsonya. Sid nagyon elszomorodik. Kisbarack felajánlja, hogy elmennek az Északi-sarkra, és levetetik őt, Ropszot és Eddie-t a fekete-listáról. Sid persze azonnal beleegyezik, és elindulnak az Északi-sark felé az Északi fény segítségével. Szinte azonnal bajba kerülnek, és lezuhannak egy szakadékba. Egy repülő rénszarvas menti meg őket, akit Táltosnak hívnak. Rövid bemutatkozás után felajánlja nekik, hogy elrepíti őket az Északi-sarkra. Eközben Manfréd, Ellie és Diego elkezdik keresni őket. Közben Sid és a többiek megérkeznek az Északi-sarkra. Egy minilajhár és a serege nem engedi őket bemenni a Mikuláshoz. Táltos véletlenül lavinát okoz, ami rázúdul a már közelben lévő Mannyékra, majd a Mikulásra és az ajándékokra. Miután mindenki kimászott a hó alól, megjelenik a Mikulás. Eleinte mindenki csüggedt a törött ajándékok láttán, de a minilajhárok segítségével rendbe hozzák a dolgot. Befogják Táltost a szán elé, hogy a Mikulás világszerte elvihesse az ajándékokat a gyerekeknek. Egyedül azonban nem bírja el a nehéz szánt. Elmegy a családjáért, és velük együtt már felemelik a szánt. Mindannyian lekerülnek fekete-listáról. És Motkány? A magát emblematikussá ősrágcsáló továbbra is makkot keres, szimatol, ás, kapar a leglehetetlenebb helyeken és helyzetekben. A Mikulástól ajándékba kap egy makkot, amiben sok kisebb makk található. Nagyon örül neki, de a szél kifújja a kezéből, mire utána ered. A lábán lévő kötél miatt a szán elejére leng, ahol az egyik rénszarvas anélkül, hogy tudna róla, agyba-főbe rúgdalja Motkányt a Föld körüli út során.

## Szereplők
| Szereplő  | Eredeti hang        | Magyar hang      |
| --------- | ------------------- | ---------------- |
| Manfréd   | Ray Romano          | Mihályi Győző    |
| Sid       | John Leguizamo      | Geszti Péter     |
| Diego     | Denis Leary         | Berzsenyi Zoltán |
| Motkány   | Chris Wedge         |                  |
| Ellie     | Queen Latifah       | Bognár Gyöngyvér |
| Ropsz     | Seann William Scott | Gáspár András    |
| Eddie     | Josh Peck           | Molnár Levente   |
| Kisbarack | Ciara Bravo         | Patkó Csenge     |

## A filmben feltűnő állatok
- Gyapjas mamut (Manny, Ellie, Kisbarack)
- Jefferson földi lajhárja (Sid)
- Kardfogú tigris (Diego)
- Oposszum (Ropsz, Eddie)
- Rénszarvas (Táltos)
- Kardfogú mókus (fiktív élőlény) (Motkány)
- Hangyász
- Énekesmadár
- Glyptodon
- Platybelodon
- Őshód